# Taktaszada
Taktaszada è un comune dell'Ungheria di 2.095 abitanti (dati 2001). È situato nella contea di Borsod-Abaúj-Zemplén.